# Бањалука у Народноослободилачкој борби
Бањалука је у току Народноослободилачког рата, од 1941. до 1945. године, као административни, економски и политички центар северозападне Босне, имала велики војно-политички значај, за Немце и усташе. После окупације и успостављања усташке Независне Државе Хрватске, априла 1941. године ушла је у њен састав и постала средиште „Жупе Сана и Лука“. Јуна 1941. године у близини Бањалуке је одржано саветовање ОК КПЈ за Босански крајину, на којем је разрађен план устанка у овом делу Босне и Херцеговине. Првих месеци устанка Бањалука је била центар одакле се руководило устанком у Босанској крајини. У току рата, град се два пута налазио у центру тешких борби између партизана и окупатора - први пут, крајем децембра 1943. и почетком јануара 1944. (Прва бањалучка операција) и други пут, од 18. до 28. септембра 1944. (Друга бањалучка операција). Град су коначно ослободиле јединице Десете крајишке дивизије 22. априла 1945. године.

## Окупација и стварање НДХ
У току Априлског рата 1941. године Бања Лука је била бомбардована од старне немачке авијације 9. априла, а убрзо потом и окупирана. Одмах по окупацији град је, као и читава Босна и Херцеговина, ушао у састав тада новостворене усташке Независне Државе Хрватске и постао центар „Жупе Сана и Лука“. Као административни, економски и политички центар северозападне Босне, који лежи на важној раскрсници путева, Бањалука је имала велики војно-политички значај и за Немце и усташе. Према првобитним усташким плановима, Бањалука је требало да постане нови главни град Независне Државе Хрватске.
Била је утврђена по систему спољашње и унутрашње одбране, са минским и жичаним препрекама. Нарочито је организована унутрашња одбрана града у коме су многе чврсте зграде, крајем 1943. године, биле претворене у снажне тачке отпора. Чвор окупаторске одбране Бањалуке предстваљале су цитадела и Тврђава Кастел. Као средиште „Жупе Сана и Лука“, Бањалука је била један од најјачих окупаторских гарнизона у Босанској крајини и полазна база за операције против јединица Народноослободилачке војске и Партизанских одреда Југославије (НОВ и ПОЈ) у Босанској крајини и средњој Босни. Истовремено на немачки бањалучки гарнизон ослањала су се сва околна усташко-домобранска упоришта, као и четници.

## Припреме за устанак
У току припрема за оружани устанак, април-мај-јун 1941. године, Бањалука је имала јаку партијску организацију, тада илегалне, Комунистичке партије Југославије (КПЈ). У граду се тада налазио и Обласни комитет КПЈ за Босанску крајину. У близини града, на Шехитлуцима (данас Бањ брдо), одржано је 8. јуна Обласно саветовање ОК КПЈ за Босанску крајину, на коме су, према закључцима Мајског саветовања ЦК КПЈ, одређени чланови Обласног војног руководства и размотрене мере за припреме устанка.
У јулу 1941. године је одржан и састанак Обалсног војног руководства у вези са директивом Централног комитета КП Југославије о отпочињању устанка, од 4. јула и закључцима Покрајинског комитета КПЈ за Босну и Херцеговину о отпочињању оружаних акција. У току припрема чланови Обласног комитета КПЈ за Босанску крајину напустили су град, а на терену се истоветно нашао и већи број бањалучких комуниста, скојеваца и симпатизера, па је 31. августа формиран први партизански одред. Средином августа 1941. године формиран је и Обласни војни штаб за Босанску крајину.

## Злочини окупатора
Одмах по окупацији Бањалуке и њеном укључивању у Независну Државу Хрватску, 1941. године, уследило је организовани и плански прогон Срба, Јевреја, Рома и антифашиста у Бањалуци. Бројна бањалучка јеврејска заједница (углавном Сефарда) је подсредством фашистичких расних закона потпуно нестала. Многи Срби и Јевреји упућивани су у концентрациони логор Јасеновац.
Један од највећих фашистичких злочина у току рата на подручју Бањалуке одиграо се 7. фебруара 1942. године у насељима
Дракулић, Шарговац, Мотике и у руднику Раковац. Тада су припадници „Поглавниковог тјелесног сдруга“ (Гарда Анте Павелића) и Осме усташке бојне, убили око 2.300 Срба, већином стараца, жена и деце, јер су војно способни мушкарци углавном били у заробљеништву. Починиоце овог покоља предводио је надпоручник Јосип Мислов у пратњи фратра Мирослава Филиповића, а све је испланирао ранији усташки „стожерник“ др. Виктор Гутић.

## Покрет отпора
У првим месецима окупације Бањалука је била центар одакле се руководило припремама устанка и оружаном борбом у Босанској крајини. Организација Комунистичке партије Југославије (КПЈ) имала је јак утицај у граду за све време рата. Једна од врло успелих акција је и организовање бекства авијатичара Фрање Клуза и Рудија Чајавеца са два авиона са бањалучког аеродрома, 23. маја 1942. године, на ослобођену територију код Приједора. У мају 1943. године формиран је Бањалучки партизански одред, који је деловао око Бањалуке, између река Врбаса и Врбање. Овај одред је борцима попуњавао средњобосанске партизанске јединице.
У новембру 1943. године у селу Врбањцима формиран је Окружни Народноослободилачки одбор за Бањалуку. У ширем подручју града дејствовале су многе партизанске јединице - Четврта крајишка, Десета крајишка ударна, Једанаеста крајишка ударна, 39. крајишка и 53. средњобосанска дивизија. Крајем 1943. и почетком 1944. године Бањалука је била поприште великог сукоба јединица НОВЈ и окупатора, познатог под називом Прва бањалучка операција. Септембра 1944. године, одиграла се и Друга бањалучка операција.
Коначно ослобођење града извеле су јединице Десете крајишке ударне дивизије, 22. априла 1945. године, пошто су се немачке и усташко-домобранске снаге углавном повукле у правцу Босанске Градишке.

## Бањалучке операције
У току Народноослободилачког рата јединице Народноослободилачке војске Југославије водиле су две велике операције за ослобођење Бањалуке од окупатора и квинслинга. Ове борбе познате су као Прва и Друга бањалучка операција.
- Прва бањалучка операција - вођена од 31. децембра 1943. до 2. јануара 1944. године - Главнина Петог ударног корпуса НОВЈ, ојачана са две бригаде Првог пролетерског корпуса (укупно 8 бригада, 5 партизанских одреда и 3 дивизиона формираних у пет група), отпочела је 31. децембра 1943. године борбе за ослобођење Бањалуке, Босанске Градишке и Приједора, с циљем да на себе привуче јаче немачке снаге из источне Босне и тиме олакша одбрану Трећег ударног корпуса НОВЈ. Прве три групе су заузеле већи део Бањалуке, али због неуспеха четврте групе да заузимањем Босанске Градишке спречи долазак појачања опкољеном гарнизону, напади су обусатвљени 2. јануара 1944. године. У овим борбама погинуло је и рањено око 600 и заробљено 990 непријатељских војника, док су јединице НОВ и ПОЈ имале око 200 мртвих и 400 рањених.
- Друга бањалучка операција - вођена од 18. до 28. септембра 1944. године - Јединице Петог ударног корпуса НОВЈ отпочеле борбе против јаких немачких, усташко-домобранских и четничких снага (укупне јачине око 15.000 војника) са циљем да се заузме простор Бањалука — Босанска Градишка — Котор Варош. После тродневних борби заузета је скоро цела Бањалука (изузев Тврђаве Кастел). Пошто је непријатељу стигло појачање, град није потпуно заузет, а операција је завршена тек 28. септембра. Губици непријатеља су били већи број мртвих и око 3.300 заробљених војника. Заплењена је велика количина наоружања и друге ратне опреме. Губици јединица НОВ и ПОЈ су били 154 погинула борца.

## Истакнуте личности НОП-а и народни хероји Бањалуке
| - Рада Врањешевић - Радован Вулин - Невенка Дадасовић - Анте Јакић - Боса и Мара Капор - Осман Карабеговић - Бошко Каралић - Драго Ланг - Раде Личина - Вахида Маглајлић - Муниб Маглајлић - Шефкет Маглајлић - Бошко Мажар | - Драго Мажар - Ивица Мажар - Јосип Мажар Шоша - Марија Мажар - Нада Мажар - Веселин Маслеша - Никица Павлић - Стјепан Павлић - Бранко Поповић - Карло Ројц - Мустафа Сабитовић Ћапо - Милорад Умјеновић - Касим Хаџић |